# Laurens Rijnhart Beijnen
Laurens Rijnhart Beijnen (Brummen, 23 september 1896 - Brummen, 13 april 1945) was een Nederlands verzetsstrijder tijdens de Tweede Wereldoorlog.
Beijnen, lid van de patriciaatsfamilie Beijnen, was ingenieur en eigenaar van een zeefplatenfabriek in Brummen. Toen de oorlog uitbrak weigerde hij voor de Duitsers te gaan werken en wilde geen opdrachten laten uitvoeren in zijn fabriek. Door zijn standvastige opstelling raakte hij betrokken bij het verzet en werd in de lente van 1944 hoofd van Sectie V van Gewest 5 van de Binnenlandse Strijdkrachten. Hij hield zich onder meer bezig met inlichtingenwerk en speelde deze door aan de Ordedienst. Omdat zijn positie penibel was geworden legde hij begin 1945 zijn reguliere werk stil en dook onder bij J.G.W.H. Baron van Sytzema. In de omgeving was een SS-Jagdkommando gevestigd dat onder leiding van de SD'er Ludwig Heinemann actief verzetsstrijders opspoorde.
Op 8 april 1945 werd Beijnen vermoedelijk door verraad toch opgepakt en tijdens zijn gevangenschap gemarteld. Hij werd opgesloten in de kelders van het Kasteel Groot Engelenburg waar veel verzetsstrijders vastzaten. Met een aantal van hen werd hij in de vroege ochtend van 13 april 1945 gefusilleerd. Beijnen werd begraven op de Algemene Begraafplaats te Brummen. grafnummer 169-170. Postuum werd Beijnen in 1946 het Verzetskruis toegekend.

H.J. van Aalderen
· P. van As
· M. Assies
· J.J. Barendsen
· J.A. Beekman
· H.D.J. Beernink
· L.R. Beijnen
· C.J. van den Berg-van der Vlis
· L.A. Bleys
· G. de Boer
· A.A. Bontekoe
· E.J. Bosch ridder van Rosenthal
· D.A. van den Bosch
· I.J. van den Bosch
· J.H. Bosch
· J.C.J. baron Brantsen
· A.L. Charroin
· F.G.M. Conijn
· M. Crans
· R.J. Dam
· F. Datema
· K.H. Derkzen van Angeren
· H. Dienske
· J.L.G. Doornik
· V. Dreyfus
· N. Dupont
· F. Duwaer
· S. Esmeijer
· G.H. Gelder
· J. Gelderman
· W.J. Gertenbach
· E.A. Giran
· O. Giran
· C.H. de Groot
· P.G.S. Guermonprez
· A. Hahn
· W. van Hall
· J.C.H.F. van Hanxleden Houwert
· Th.W.L. baron van Heemstra
· J.J. Hendrikx
· J.L. Hesselberg
· W.J. Heukels
· I. van der Horst
· J. ter Horst
· H.P. Hos
· J.F.H.M. baron van Hövell van Wezeveld en Westerflier
· B. IJzerdraat
· L. Jansen
· A. Kalter
· G.W. Kastein
· A. Keuter
· T.J. Kroeze
· D.M.R.H. Kroon
· H.Th. Kuipers-Rietberg
· A. Meerwaldt
· J.A.A. Mekel
· J.D. van Melle
· D.C.B. Mesritz
· M.-L.C. Meunier
· J.J. Mohr
· J.L. Moonen
· A.C. Nagtegaal
· F. Nieuwenhuijsen
· B. Oosthoek
· J. Oranje
· T. Pannekoek
· J. Post
· A.J. Rozeman
· V.H. Rutgers
· F.R. Ruys
· W. Santema
· J.J. Schaft
· Jhr. J. Schimmelpenninck
· R.L.A. Schoemaker
· G. Schoonman
· W.P. Speelman
· M. van der Stoep
· B.M. Telders
· A.O.H. Tellegen
· O.R. Thomsen
· G. Tieman
· T.W. de Tourton Bruijns
· L.M. Valstar
· G.J. van der Veen
· D. Verloop
· M.A.E. Verspyck
· P.M.R. Versteegh
· C. Vlot
· G. Weidner
· J.H. Westerveld
· H.B. Wiardi Beckman
· J.W. Wildschut
· J.R.E. Wüthrich
· L. Zwanenburg
· Onbekende Joodse soldaat